# Ras Elased Australis
Ras Elased Australis (aus arabisch رأس الأسد, DMG raʾs al-asad ‚Kopf des Löwen‘, und lateinisch australis ‚südlich‘) ist der Eigenname des Sterns ε Leonis (Epsilon Leonis). Andere Namen: Algenubi, Asad Australis.